# Азбестоцементні труби

Азбоцементні труби виготовляють за ГОСТ 539–65 для напірних трубопроводів та за ГОСТ 1839–80 — для самопливних. Застосовують в різних сферах народного господарства, зокрема, в промисловості, будівництві зовнішніх інженерних мереж та ін. Такі труби часто застосовують для частково замулених режимів руху гідросуміші при відносно невеликих швидкостях. Азбоцементні труби з'єднують за допомогою азбоцементних муфт, які поставляють комплектно з трубами, та гумових кілець.
Переваги азбоцементних труб — гладкість стінок, корозійна стійкість, невелика маса та низька вартість. Недоліки — малий опір ударним та динамічним навантаженням, гідроабразивному зношуванню, складність та висока вартість монтажних робіт.
Технічна характеристика азбоцементних труб.